# Freden (Leine)
Freden (Leine) è un comune di 4 621 abitanti, della Bassa Sassonia, in Germania.
Appartiene al circondario (Landkreis) di Hildesheim (targa HI).
Comprende i 4 ex comuni che fino al 1º novembre 2016 facevano parte della comunità amministrativa di Freden.